# Fay-de-Bretagne
Fay-de-Bretagne is een gemeente in het Franse departement Loire-Atlantique (regio Pays de la Loire). De plaats maakt deel uit van het arrondissement Châteaubriant-Ancenis. Fay-de-Bretagne telde op 1 januari 2022 3.852 inwoners.

## Geografie
De oppervlakte van Fay-de-Bretagne bedroeg op 1 januari 2022 64,81 vierkante kilometer; de bevolkingsdichtheid was toen 59,4 inwoners per km².

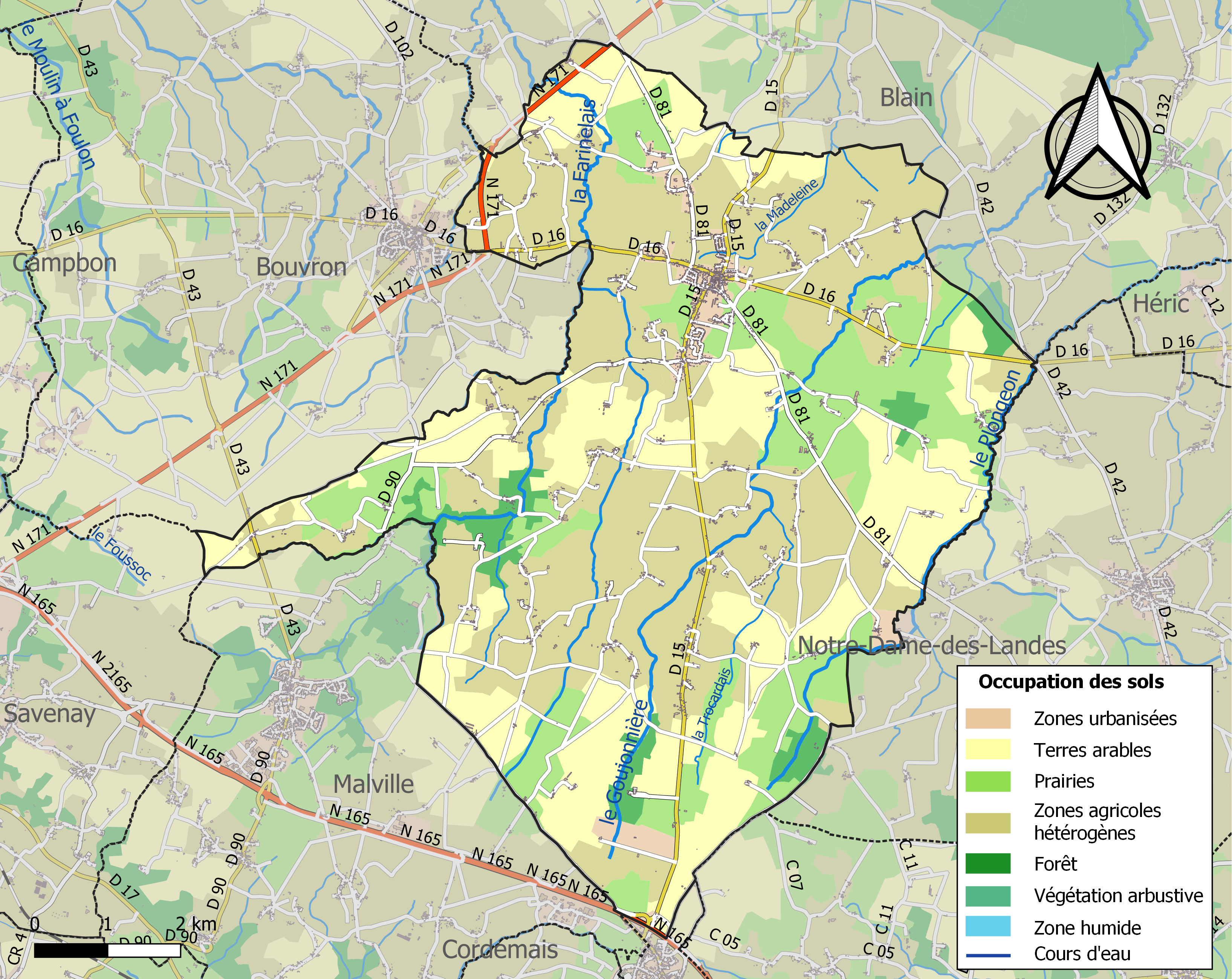
Kaart van de gemeente met de belangrijkste infrastructuur, bodemgebruik en omliggende gemeenten

## Demografie
Onderstaande figuur toont het verloop van het inwonertal (bron: INSEE-tellingen).